# Пегова (річка)
Пегова, Беговий — потік (річка) в Україні, у Великоберезнянському районі Закарпатської області. Ліва притока Бачави (басейн Дунаю).

## Опис
Довжина річки приблизно 5,4 км.

## Розташування
Бере початок на північному заході від Вільшинки. Тече переважно на північний захід через Смереково і на південноому сході від Чорноголової впадає у річку Бачаву, ліву притоку Лютянки.